# Клязьмина, Руфина Михайловна
Руфина Михайловна Клязьмина (род. 11.08.1949) — ткачиха Ивановской ткацко-отделочной фабрики имени Н. А. Жиделёва Министерства текстильной промышленности РСФСР, полный кавалер ордена Трудовой Славы (1989).

## Биография
Родилась 11 августа 1949 года в селе Коровино в Меленковском районе Владимирской области.
Окончила среднюю школу и приехала в город Иваново в 1967 году. Поступила работать ткачихой на Ивановскую ткацко-отделочную фабрику имени Н. А. Жиделёва. Ныне — ОАО «Новая Ивановская мануфактура».
За время работы на фабрике зарекомендовала себя как высококвалифицированная рабочая, новатор производства, в совершенстве овладела приёмами и методами труда, ежегодно добивалась высоких показателей в труде. Взяла за обслуживание 42 станков вместо 20 по норме, а позже успешно увеличила обслуживание уже 88 станков.
Указом Президиума Верховного Совета СССР от 3 апреля 1978 года награждена орденом Трудовой Славы 3-й степени.
Указом Президиума Верховного Совета СССР от 2 июля 1984 года награждена орденами Трудовой Славы 2-й степени.
Указом Президента СССР от 12 сентября 1990 года за большой вклад в увеличение выпуска высококачественной продукции, применение передовых методов организации труда и внедрение в производство новейших достижений науки и техники ткачиха Ивановской ткацко-отделочной фабрики имени Н. А. Жиделёва Министерства текстильной промышленности РСФСР Клязьмина Руфина Михайловна награждена орденом Трудовой Славы 1-й степени. Стала полным кавалером ордена Трудовой Славы.
Руфина Клязьмина проработала ткачихой сорок лет. Восемнадцатилетней девушкой она пришла на фабрику имени Жиделёва, и сейчас с гордостью вспоминает времена, когда текстильная промышленность области гремела на всю страну. Является наставником молодёжи.
Руфина Клязьмина вспоминает.

"Мы приходили на работу и в четыре утра, и, можно сказать, и уходили в четыре вечера. Во-первых, мы приходили, когда оборудование ещё стояло, нужно было подготовить к пуску станков. Все это посмотреть, обрывы нитей, а потом уже запуск оборудования.

Работали с большим энтузиазмом, не за страх, а за совесть. Благо, наставники помогали. У них-то и стремились перенять все самое лучшее. «Когда я уже перешла в ткачи, уже было Стахановское движение. Уже звенели по всей Ивановской области, такие как Голубева, Валентина Николаевна, Максячкина, Нина Кузьминична, Сухова, Агита Михайловна, они, поскольку работали на Камвольном комбинате»,— 
Руководит секцией Героев Труда при областном совете ветеранов.
Активистка Правления Всероссийской общественной организации героев, кавалеров государственных наград и лауреатов Государственных премий «Трудовая доблесть России» Руфина Клязьмина выступает за восстановление ордена Трудовой Славы. Она знает, какой стимул получает человек, когда его труд получает достойную оценку. Награда побуждает к новым творческим поискам, свершениям, поднимает инициативу, стремление добиваться новых достижений. Пора вернуть авторитет труду! Пора вернуть орден Трудовой Славы, который будет выражать всенародное признание героизма и доблести передовых тружеников России.
Живёт в Иваново. В настоящее время — на пенсии.

## Награды
Награждена орденами Трудовой Славы 1-й, 2-й, 3-й степеней: 3 ст. 25.04.1975 № 142482
2 ст. 10.03.1981 № 6431
1 ст. 15.11.1989 № 974
- медалями, в том числе медалями ВДНХ СССР, знаками «Ударник пятилетки», «Победитель социалистического соревнования»[1].